# Braya humilis
Braya humilis — вид трав'янистих рослин родини капустяні (Brassicaceae), поширений на півночі Північної Америки та Азії. Етимологія: лат. humilis — «низький».

## Опис
B. humilis — багаторічна трава (рідко дворічна), від рідко до густо запушена або, рідше, гола. Стрижневий корінь присутній. Каудекс присутній. Стебла ростуть по кілька від основи, рідко прості, висхідні або прямі, (0.4)0.8–2.5(3.5) дм. Базальне листя: пластини зворотнояйцеподібні, з розширеним верхом, довгасті або сублінійні, (0.3)0.5–2(3.5) см × 1–8(10) мм, поля цілі, звивисто-зубчасті, вершини гострі або тупі, поверхні від рідко до густо запушені або, рідше, голі. Стеблових листків 3 або більше, пластини схожі на базальні, менші дистально.
Китиці витягнуті у фруктах. Плодоніжки підняті, висхідні або розгалужені, (2.5)3–8(12) мм. Квітів на суцвіття 10–15, малі. Квіти: чашечка волосата, чашолистків 4, зелені чи пурпурові, трав'янисті, 2–3 × 0.8–1.2 мм; пелюстків 4, білі, рожеві або фіолетові, широко зворотнояйцеподібні або з широким заокругленим верхом, 3–5(8) × (1)1.5–2.5(4) мм; тичинок 6, пиляки довгасті, жовті, 0.4-0.7 мм. Плоди лінійні чи подовжено-циліндричні (переважно прямі), сухі, (0.9)1.2–2.5(3.2) см × 0.6–1.8(2) мм, жовтуваті, або зелені при зрілості. Насіння однорядне, довгасте, 0.6–0.9 × 0.4–0.5 мм, жовтувате або коричневе, поверхня гладка. 2n=28–56.

## Поширення й екологія
Північна Америка: Ґренландія, Канада, пн. США; Азія: Далекий Схід, Сибір, Китай.
Населяє піщані порушені місця, сухі, помірно добре дреновані райони; гравій, пісок; вапняк.